# Stadio Alejandro Villanueva
Lo stadio Alejandro Villanueva (in spagnolo Estadio Alejandro Villanueva) è uno stadio situato nel quartiere Matute del distretto di La Victoria, a Lima, in Perù. È il campo di casa della squadra di calcio dell'Alianza Lima e ha una capacità di 35 000 posti.
L'11 aprile 1965 Walter Lavalleja annunciò in una conferenza stampa la costruzione di uno stadio a Lima per il club Alianza Lima. Questo fu possibile grazie al presidente di allora, Manuel Odria, che donò il terreno per la costruzione della struttura. La prima fase dei lavori ebbe inizio il 30 maggio 1969.
Lo stadio fu inaugurato il 27 dicembre 1974 e intitolato ad un giocatore simbolo dell'Alianza, Alejandro Villanueva. In quello stesso giorno l'Alianza Lima giocò contro il Nacional, squadra uruguaiana, concludendo la partita sull'1-1 davanti ad una folla di 36 966 persone.